# Szklarska Poręba
Szklarska Poręba este un oraș în Polonia.

## Clasamente internaționale
www.szklarska-poreba.pl/